# Sissonville
Sissonville és una concentració de població designada pel cens dels Estats Units a l'estat de Virgínia de l'Oest. Segons el cens del 2000 tenia 4.399 habitants.

## Demografia
Segons el cens del 2000, Sissonville tenia 4.399 habitants, 1.732 habitatges, i 1.316 famílies. La densitat de població era de 133,2 habitants per km².
Dels 1.732 habitatges en un 32,5% hi vivien nens de menys de 18 anys, en un 60% hi vivien parelles casades, en un 11,5% dones solteres, i en un 24% no eren unitats familiars. En el 21% dels habitatges hi vivien persones soles el 8,8% de les quals corresponia a persones de 65 anys o més que vivien soles. El nombre mitjà de persones vivint en cada habitatge era de 2,48 i el nombre mitjà de persones que vivien en cada família era de 2,84.
Per edats la població es repartia de la següent manera: un 22,2% tenia menys de 18 anys, un 8,3% entre 18 i 24, un 29,1% entre 25 i 44, un 25,3% de 45 a 60 i un 15,1% 65 anys o més.
L'edat mediana era de 40 anys. Per cada 100 dones de 18 o més anys hi havia 91 homes.
Entorn del 8,6% de les famílies i el 10,3% de la població estaven per davall del llindar de pobresa.

## Poblacions properes
El següent diagrama mostra les poblacions més properes.